# Alphonse Letellier
Pour les articles homonymes, voir Letellier.
Alphonse Letellier, né à Paris en 1788/1789 et mort le 3 juin 1843 dans l'ancien 3e arrondissement de Paris est un élu local et promoteur immobilier parisien.

## Biographie
Alphonse Letellier est né à Paris en 1788 ou 1789. En 1823, avec son associé Léonard Violet, il achète un immeuble abritant une manufacture de porcelaine, située dans l'actuelle rue du Faubourg- Saint-Denis à Paris. Cette société est dissoute dès l'année suivante et l'immeuble est revendu. Il sera plus tard démoli.

Limites de l'ancienne commune de Grenelle, avant son annexion à Paris en 1859, reportées sur un plan moderne.
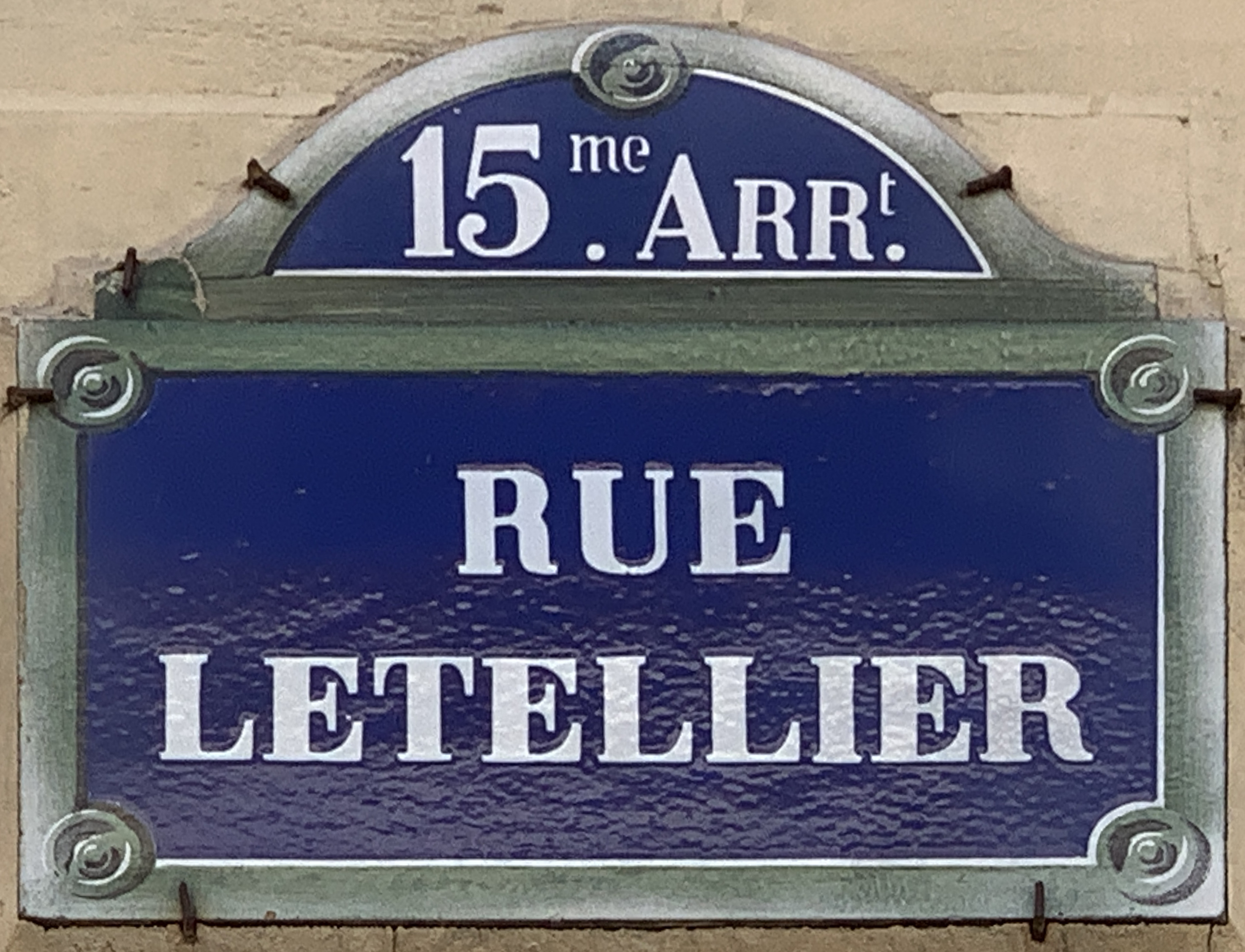
Plaque de la rue Letellier

Sa grande opération immobilière commence l'année suivante. En 1824, alors conseiller municipal de l'ancienne commune de Vaugirard, il participe avec Léonard Violet à l'achat de la quasi-totalité de l'ancienne ferme de Grenelle, qui leur est vendue par César Ginoux pour 980 000 francs. En 1826, Letellier et Violet constituent une société, au capital de 3 600 000 francs, pour exploiter cette vaste superficie, qui correspond à environ un tiers de l'actuel 15e arrondissement de Paris. Ils forment ainsi la Société des terrains et bâtiments de Grenelle, qui distribue des actions au public. 

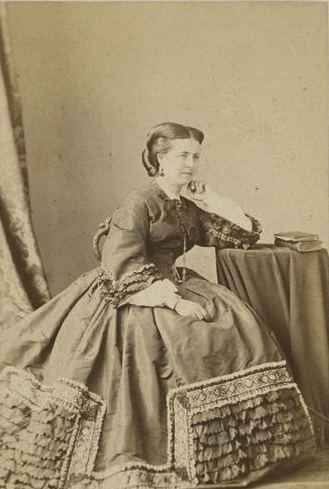
Célestine Letellier, fille d'Alphonse Letellier et épouse de Pierre Jules Baroche.

Letellier et Violet lotissent cet ensemble, traçant en plein champ, selon un plan orthogonal, des rues qui portent leur nom : rue Letellier, rue Violet, rue Fondary (un autre associé). En plus de laisser son nom à la rue Letellier, au cœur du quartier qu'il a contribué à créer, Alphonse Letellier donne également son prénom à une voie privée du même quartier, la rue Alphonse, ouverte en 1832. Les bâtiments sont construits par la Compagnie des entrepreneurs. La population de ce lotissement, appelé le lotissement Violet ou Beaugrenelle ou Grenelle, augmente surtout à partir de 1830, année où il est séparé de la commune de Vaugirard, sous le nom de commune de Grenelle.
Letellier et Violet ont aussi un second projet : ils fondent une autre société, dont l'actionnariat est également ouvert, la Compagnie des ports, gare et pont de Grenelle. Ils construisent un pont sur la Seine, reliant Grenelle et Passy, qui est ouvert dès 1827. Ils créent un port à Grenelle  en 1828, tentant d'y attirer le trafic fluvial. Toutefois, c'est un échec, y compris sur le plan financier : le péage du pont est loin de rapporter autant que prévu et le port de Grenelle est trop peu fréquenté,.
La fille d'Alphonse Letellier, Célestine Letellier, épouse Pierre Jules Baroche, ministre de la Justice sous le Second Empire. C'est lui, alors avocat, qui déclare le décès de son beau-père le 3 juin 1843
Alphonse Letellier meurt dans l'ancien 3e arrondissement de Paris le 3 juin 1843 à l'âge de 55 ans et est inhumé au cimetière Montmartre avec son épouse Claudine Pougeois (1783-1866).